# Westafrikanisches Pfund

1 Penny des Westafrikanischen Pfundes, Vorderseite, 3 cm Durchmesser

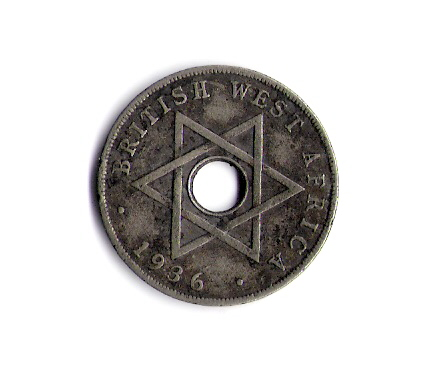
1 Penny des Westafrikanischen Pfundes, Rückseite, 3 cm Durchmesser. Der abgebildete Stern hat keinen Bezug zum jüdischen Davidstern und war so zeitgleich auch z. B. auf marokkanischen Münzen zu finden

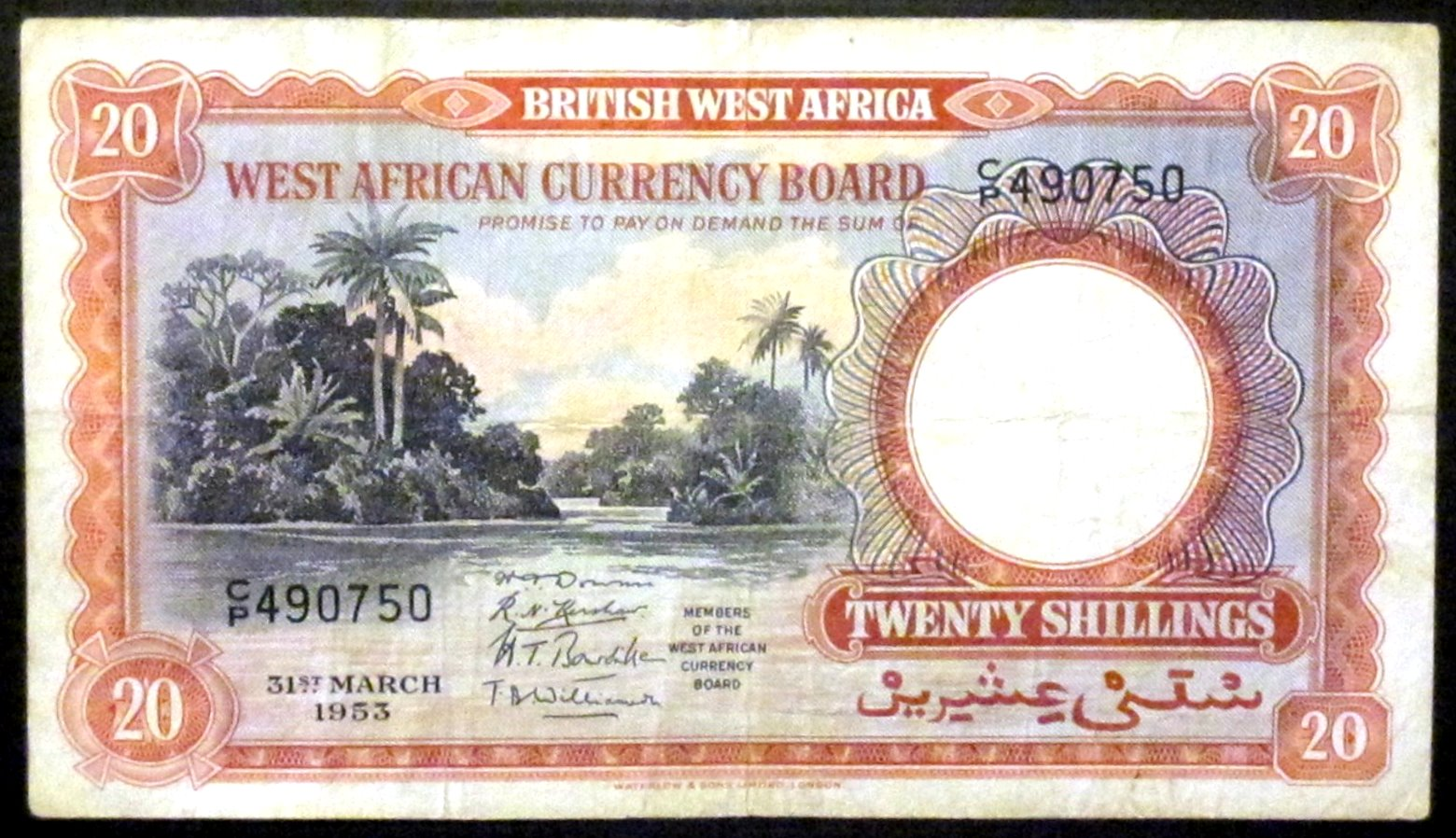
20-Shilling-Banknote

Das Westafrikanische Pfund (englisch Westafrican pound) war eine Währung, die von der britischen Kolonialmacht 1907 für die Gebiete Britisch-Westafrikas geschaffen und zeitweise vom unabhängigen Staat Liberia übernommen wurde. Das Westafrikanische Pfund wurde später von den Währungen der dann unabhängig gewordenen Staaten ersetzt. Es entsprach einem Pfund Sterling.

## Geschichte
Das Westafrikanische Pfund galt in den damals britischen Gebieten der heutigen Staaten Nigeria, Ghana (damals Goldküste), Sierra Leone und Gambia. Ab 1912 wurde die Währung vom West African Currency Board herausgegeben. Liberia ersetzte – obwohl keine britische Kolonie – die eigene Währung Liberianischer Dollar bereits 1907 durch das Westafrikanische Pfund. 1943 wiederum ersetzten die Liberianer das Westafrika-Pfund durch den US-Dollar. Der britische Teil Kameruns übernahm die Währung 1916, nachdem dieses Gebiet durch die frühe Niederlage der Deutschen im afrikanischen Schauplatz des Ersten Weltkrieges britisch geworden war.

## Stückelungen
Münzen wurden in Stücken zu 1/10, ½, 1, 3 und 6 Penny sowie zu 1 und 2 Schilling herausgegeben. Banknoten gab es in 1-, 2-, 5-, 10-, 20- und 100-Schilling-Einheiten und als 1- und 5-Pfund-Noten.

## Abschaffung des Westafrikanischen Pfundes
Zwischen 1958 und 1968 wurde das Westafrikanische Pfund in den dann unabhängigen afrikanischen Staaten abgeschafft und durch eigene Währungen ersetzt:
| Staat        | Einführungsjahr | Neue Währung         | Wechselkurs zum Pfund |
| ------------ | --------------- | -------------------- | --------------------- |
| Ghana        | 1958            | Ghanaisches Pfund    | 1                     |
| Nigeria      | 1958            | Nigerianisches Pfund | 1                     |
| Kamerun      | 1961            | CFA-Franc            | 700                   |
| Sierra Leone | 1964            | Leone                | 2                     |
| Gambia       | 1968            | Gambisches Pfund     | 1                     |